# Craugastor uno
Craugastor uno is een kikker uit de familie Craugastoridae. De soort werd voor het eerst wetenschappelijk beschreven door Jay Mathers Savage in 1984. Oorspronkelijk werd de wetenschappelijke naam Eleutherodactylus uno gebruikt.
Craugastor uno komt voor in delen van Midden-Amerika en leeft endemisch in Mexico. Craugastor uno wordt bedreigd door het verlies van habitat.